# NGC 4567とNGC 4568
NGC 4567とNGC 4568は、おとめ座の方角に約7000万光年離れた位置にある非棒渦巻銀河である。どちらも1784年にウィリアム・ハーシェルによって発見された。おとめ座銀河団の一部であり、超新星SN 2004ccが観測された。
中性水素原子や水素分子の分布を調査するとこの銀河は、2つの銀河の衝突と融合の過程にあり、両銀河が重なり合う部分では高い割合で星形成を行っている。しかし、これは銀河の相互作用の早い段階に過ぎない。
The Butterfly Galaxies、シャム双生児(The Siamese Twins)とも呼ばれる。NASAは2020年8月5日、「シャム双生児星雲」の名称を「エスキモー星雲」(NGC2392)とともに使用しないと明らかにした。